# Aeroporto di Murmansk
L'aeroporto di Murmansk è un aeroporto internazionale situato nei pressi della città di Murmaši, nell'Oblast' di Murmansk, nella Russia europea.

## Storia

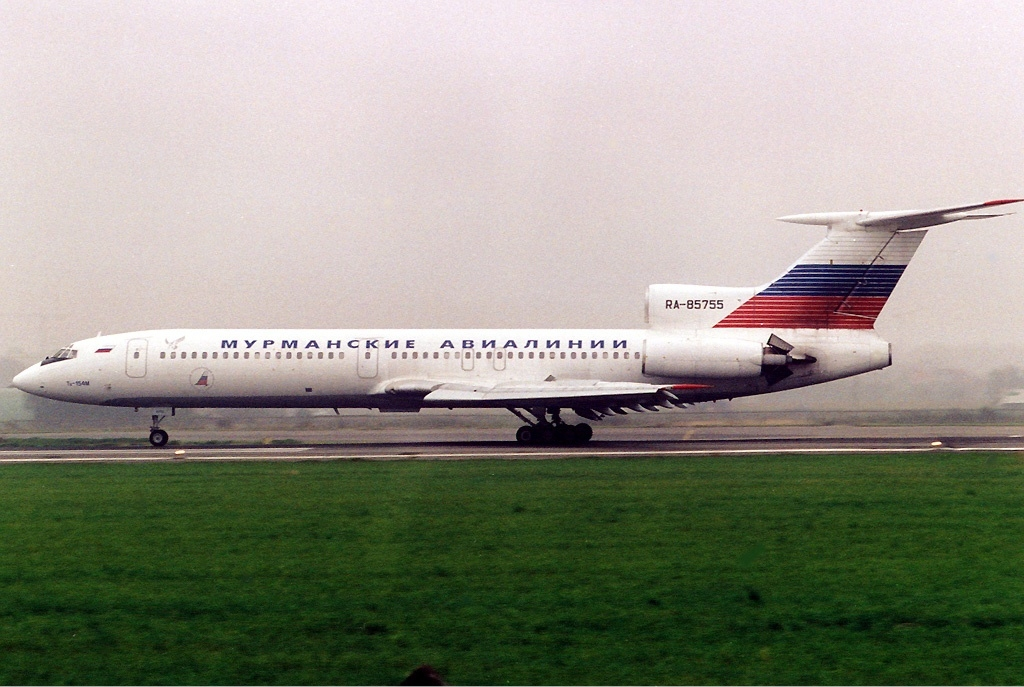
Tupolev Tu-154M nella livrea storica della Murmansk Airlines.

- 21 luglio 1976 - l'apertura del nuovo complesso aeroportuale di Murmansk. Alle 14:48 (ora locale) all'aeroporto di Murmansk atterrò il primo volo di linea dell'Aeroflot operato con un Tupolev Tu-134 proveniente dall'aeroporto di San Pietroburgo-Pulkovo.
- 1979 - la certificazione della pista aeroportuale e l'arrivo del primo Tupolev Tu-154 a Murmansk proveniente da Odessa. In seguito con questo tipo degli aerei sono stati inaugurati i voli di linea per Soči-Adler, Krasnodar, Mineral'nye Vody e Sinferopoli.
- 1980 - l'apertura all'aeroporto di un albergo per 220 persone.
- 1989 - l'aeroporto di Murmansk diventò uno scalo internazionale.
- 1996 - la creazione dell'Aeroporto Murmansk S.p.a. ad opera dell'azienda statale Murmansk Aviation Enterprise.
- 2008 - il 32,14% delle azioni dell'aeroporto è stato acquisito dalla Gazpromneft'-Aero. Il 38% delle azioni è stato acquisito dallo Stato e il 13,34% delle azioni è rimasto sotto il controllo delle strutture del direttore generale dell'aeroporto Lidia Vaseneva.[6]
- 2011 - la pista dell'aeroporto di Murmansk è stata completamente ristrutturata ed equipaggiata secondo le norme della sicurezza dei voli.[7]
- 2012 - l'inaugurazione della nuova zona arrivi del Terminal passeggeri B dell'aeroporto di Murmansk.[8]
- Nel marzo 2016 la compagnia aerea russa Aeroflot ha iniziato la procedura d'infrazione all'Antitrust della Federazione Russa contro la società Aeroporto di Murmansk SpA. La società aeroportuale è stata accusata dalla compagnia aerea di bandiera in seguito all'abuso della posizione dominante e innalzamento delle tariffe aeroportuali sia per gli aerei sia per i passeggeri nel settembre 2015.[9]

## Strategia
L'aeroporto è la base tecnica e lo hub dalla compagnia aerea russa MAK Murmansk Aircompany, l'aeroporto di Murmansk è anche uno hub secondario dell'Aeroflot-Nord.

## Dati tecnici
L'Aeroporto di Murmansk dispone di una pista attiva asfaltata di classe C di 2.500 m x 45 m. Il peso massimo al decollo dalla pista aeroportuale è di 200 t.
L'Aeroporto di Murmansk è stato attrezzato per la manutenzione, l'atterraggio/decollo dei seguenti tipi di aerei: Antonov An-12, Antonov An-24, Ilyushin Il-18, Ilyushin Il-76, Tupolev Tu-134, Tupolev Tu-154, Tupolev Tu-204, Tupolev Tu-204, Saab 2000, Fokker F27, Yakovlev Yak-40, Yakovlev Yak-42, Boeing 737, McDonnell Douglas MD-80, Bombardier De Havilland Dash DHC-8, Embraer ERJ 145.

## Collegamenti con Murmansk
L'Aeroporto di Murmaši si trova a 20 km a sud-ovest dal centro di Murmansk ed è facilmente raggiungibile dalla Stazione di Murmansk delle Ferrovie russe con la linea no.106 del trasporto pubblico ogni 20-30 minuti con il tempo di percorrenza di circa 60 minuti.